# Seropédica

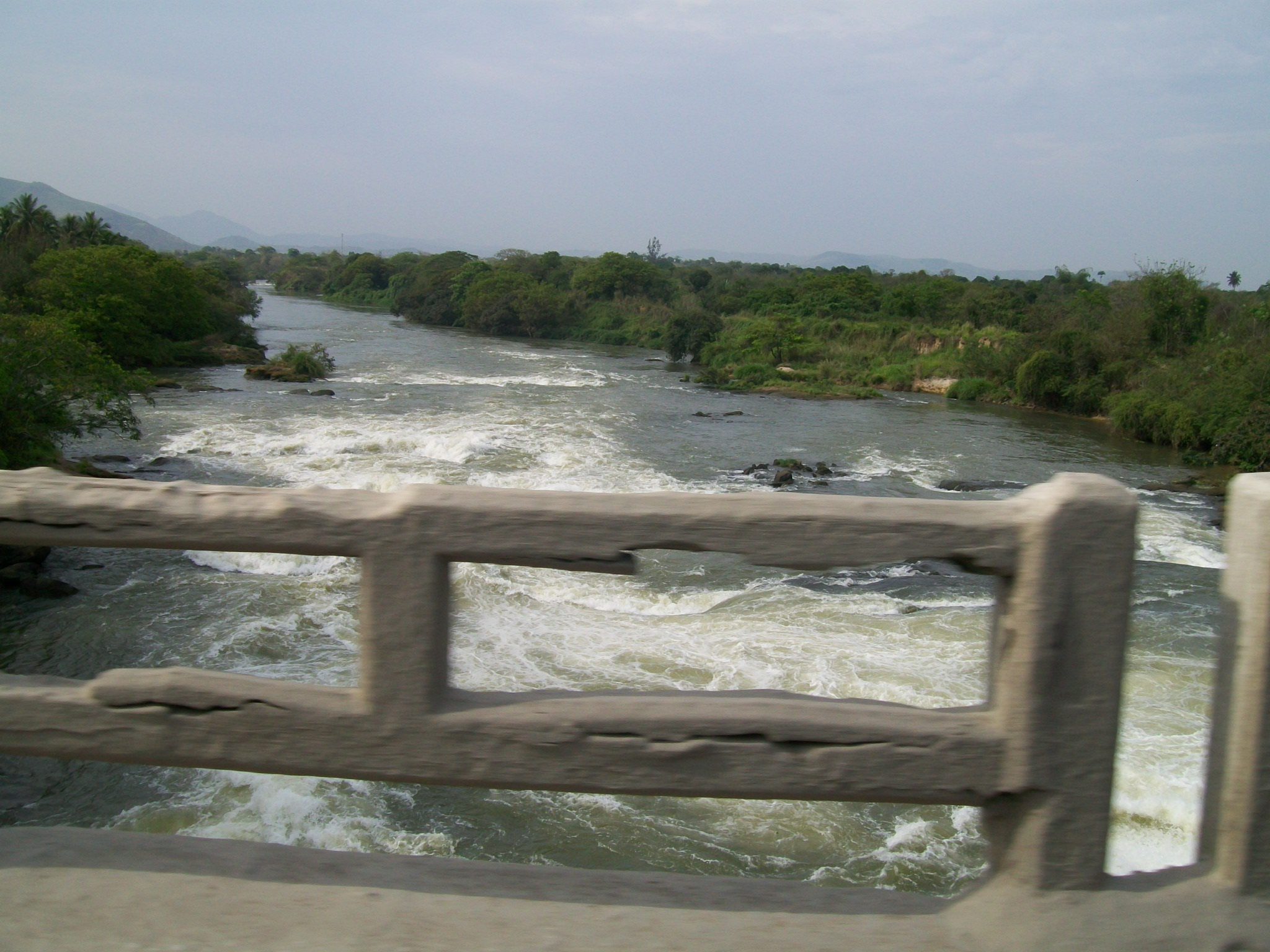
Rio Guandu, visto da ponte da Estrada Rio-São Paulo no limite municipal entre Seropédica e Nova Iguaçu.

Seropédica é um dos 13 municípios da Baixada Fluminense, no estado do Rio de Janeiro. Localiza-se a 75 quilômetros da capital do estado. Ocupa uma área de 283,634 km², e sua população foi estimada no ano de 2020 em 80.596 habitantes pelo Instituto Brasileiro de Geografia e Estatística, sendo, então, o 32º mais populoso do estado. Faz limites com os municípios do Rio de Janeiro, Nova Iguaçu, Japeri, Queimados, Itaguaí (município do qual se desmembrou em 1995) e Paracambi.

## História

### Ocupação indígena
O atual território brasileiro já era habitado desde pelo menos 10000 a.C. por povos provenientes de outros continentes (possivelmente da Ásia e da Oceania ou África). Por volta do ano 1000, a maior parte do litoral brasileiro, inclusive a região do atual município de Seropédica, foi invadida por povos tupis procedentes da Amazônia que expulsaram as tribos locais tapuias para o interior do continente.

### Século XVI: a chegada dos europeus
No século XVI, a região de Seropédica era dominada pelos índios tamoios, também chamados tupinambás. Em 1536, com o crescente tráfico de peles e madeiras (principalmente pau-brasil) praticado, em sua maioria, por franceses, desde o litoral do atual estado de Pernambuco, onde montaram um fortim, até Cabo Frio, a coroa portuguesa instituiu uma forma de ocupar e defender as terras já há algum tempo descobertas. Para isso, criou as capitanias hereditárias, modelo já utilizado nas ilhas de Cabo Verde, e as distribuiu entre fidalgos, para que estes ocupassem os lotes cedidos, promovendo sua colonização e defendendo-os. O atual município de Seropédica está na área que pertencia à capitania de São Vicente, cujo donatário era Martim Afonso de Sousa.
Cristóvão Monteiro, ouvidor do Rio de Janeiro, enviou, em 1567, requerimento a Martim Afonso de Sousa, donatário da capitania, solicitando uma gleba de terras na margem direita do rio Guandu. A posse foi efetivada em 30 de dezembro daquele ano.
Em 7 de dezembro de 1589, a marquesa Ferreira, viúva de Cristóvão Monteiro, atendendo à vontade do finado marido, doou parte das terras aos jesuítas. A outra parte coube, por herança, a sua filha Catarina Monteiro. Então a região foi efetivamente explorada por, entre outros, Garcia Aires e pelo filho do bandeirante Fernão Dias Pais Leme, Garcia Paes Leme. A busca visava, principalmente, à descoberta de esmeraldas. Os dois exploradores ocuparam terras na margem esquerda do rio Guandu. Foram responsáveis, por exemplo, pela fundação do atual município de Nova Iguaçu.

### Século XVII
Em 30 de maio de 1612, Catarina Monteiro e seu marido José Adorno transferiram, aos jesuítas, as terras herdadas em troca de terras na Capitania de Santo Amaro (em Bertioga, em São Paulo). Por essa ocasião, a região era conhecida por "Brejaes de São João Grande" (grafia da época), devido ao fato de, ali, se encontrarem grandes alagadiços, principalmente no período das fortes chuvas, responsáveis pelas cheias periódicas no rio Guandu.
Os jesuítas adquiriram, por doação, compra ou permuta, imensa quantidade de terras. Esta área compreende hoje aos seguintes municípios: parte do Rio de Janeiro (Santa Cruz e Campo Grande), Seropédica, Itaguaí, Mendes, Nova Iguaçu, Paracambi, Japeri, Engenheiro Paulo de Frontin, Piraí, Rio Claro, Vassouras e Volta Redonda.

### Século XVIII
Em 25 de outubro de 1729, os jesuítas encarregaram uma equipe, liderada por Manuel Maia da Hora, de medir tão extensa propriedade. Tais medições só podiam ser realizadas entre junho e novembro, fora do período das chuvas. Em meados de novembro, subindo a margem direita do rio Guandu, a equipe encontra um vilarejo conhecido como Bananal. A ocupação do local se deu numa dessas explorações realizada no final do século XVI. Era comum que, para evitar serem acometidos pela fome em seus deslocamentos, os exploradores plantassem roças ao longo do caminho e deixassem alguém de vigília no local. Com o fim da expedição, muitos retornavam para os locais de roça e ali se estabeleciam. A palavra Bananal não se refere a uma plantação de bananas, como seria lógico deduzir, mas a um termo indígena, Mb’-a-nâ-n-á, que significa torcido, fazer voltas e é alusivo à correnteza do rio Guandu.
Por volta de 1758, o povoado do Bananal ganha em importância com a descoberta de ouro na região de Vila Rica, atual Ouro Preto. Por ali, passava uma pequena estrada que ligava o caminho velho de São Paulo (que deu origem à atual rodovia Rio-São Paulo) ao caminho das Minas ou estrada real (saindo da Baía da Guanabara, na altura de Duque de Caxias até Ouro Preto). Esta pequena estrada, após passar pelo povoado de Bananal, cruzava o rio Guandu e continuava por uma trilha árdua até atingir a Estrada Real. Ela ficou conhecida como "caminho das minas do Guandu", pois se acreditava que, nas serras próximas, havia ouro. Isto fazia, do lugar, uma importante rota de aventureiros em direção às Minas Gerais. Mais tarde, a estrada funcionou como uma alternativa para se retirar o ouro sem passar pelos postos de controle da Coroa portuguesa e, com isso, fugir dos pesados tributos, o que levou a coroa a instalar o registro do rio Itaguaí. Já nessa época, funcionavam, nas áreas do povoado do Bananal, duas feitorias da Fazenda de Santa Cruz. A feitoria do Peripery destinava-se à produção de arroz, feijão, milho, anil e aguardente. A feitoria do Bom Jardim, localizada nas margens do Ribeirão da Lages, destinava-se, principalmente, à extração de madeira para diversas finalidades.

### Século XIX
Em 1817, foi erguida, no povoado de Bananal, uma capela em homenagem a Nossa Senhora da Conceição. A doação do terreno para a construção partiu de Francisco do Amor Divino e Maria Rosa do Nascimento Pereira de Sousa. Também foram doados terrenos para a construção de um cemitério e de um logradouro público.

### Século XX
Em 1938, foi aberta a estrada Rio-São Paulo. Em 1938, começou a ser construída a Universidade Federal Rural do Rio de Janeiro utilizando-se um dos prédios da antiga fábrica de seda. Em 1948, a universidade transferiu seu campus para as margens da antiga Rodovia Rio-São Paulo, hoje BR-465, iniciando-se, então, o desenvolvimento urbano de Seropédica. Na mesma época a Companhia de Expansão Territorial lançou o loteamento Parque Campo Lindo, processo que iniciou a ocupação urbana na porção sudeste do atual município. A região permaneceu inexpressiva por muito tempo em vista das dificuldades de acesso, pois só era servido por uma linha férrea, com pouca movimentação de trens, sendo ligado ao município do Rio de Janeiro por uma estrada não pavimentada. A abertura da Rodovia Rio-Santos, em 1985, no entanto, mudou esse cenário, facilitando o deslocamento para diversos municípios vizinhos[carece de fontes?].

#### Emancipação do município
Em 1995, face à edição da Lei n.º 2 446 de 12 de outubro, Seropédica tornou-se município independente de Itaguaí, sendo inaugurado em 1º de janeiro de 1997. Com a emancipação, Seropédica teve sua economia movimentada e ganhou grandes obras de infraestrutura, assim como incremento do comércio local[carece de fontes?].

## Geografia

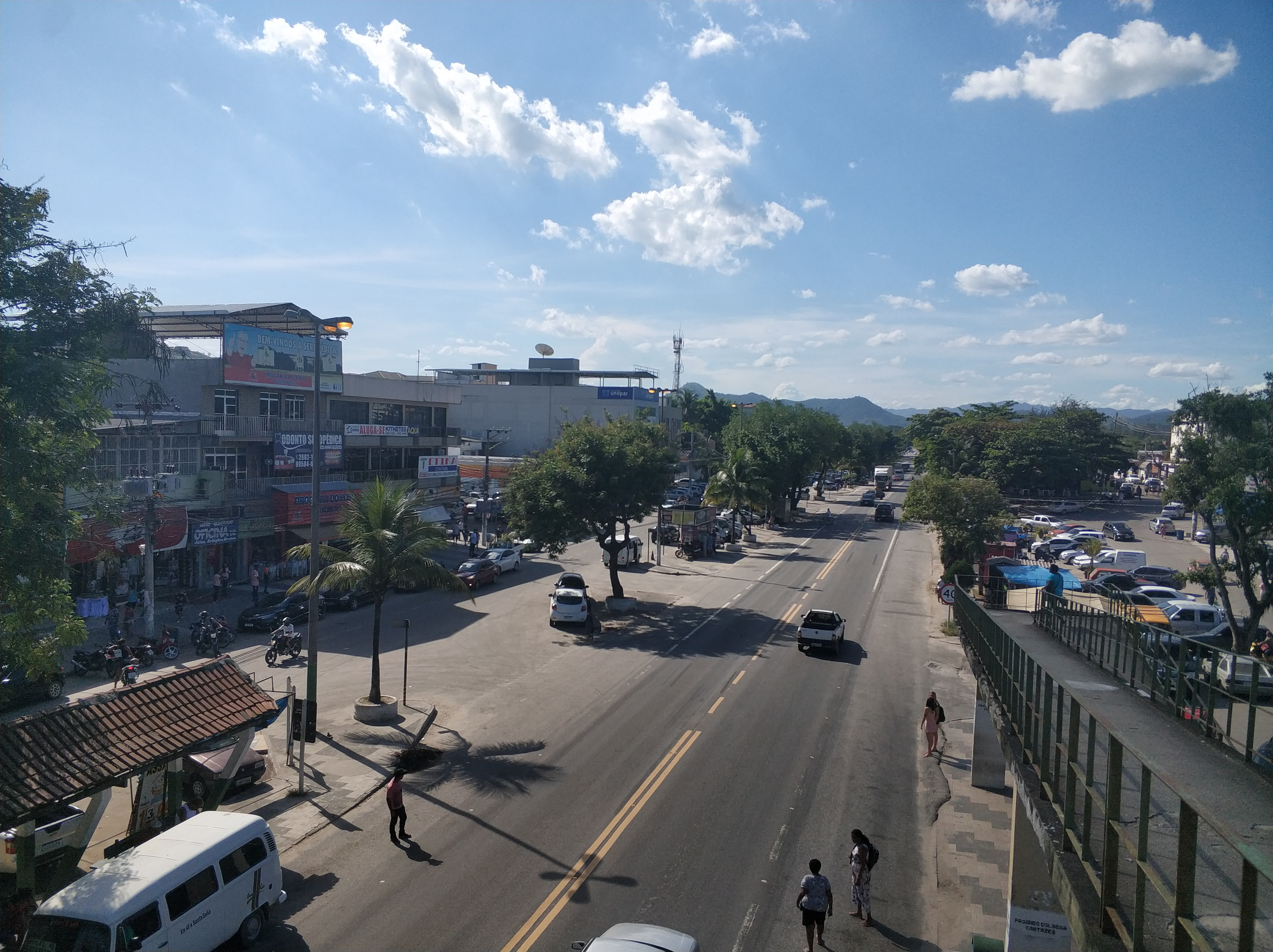
Centro de Seropédica, visto a partir de passarela sobre a BR-465.

Localiza-se a 22° 44′ 38″ de latitude sul, 43° 42′ 28″ de longitude oeste, na região oeste da Baixada Fluminense a uma elevação de 26 metros do nível do mar. Está a uma distância de 75 quilômetros da capital do estado. Limita-se a oeste com os municípios de Nova Iguaçu, Queimados e Japeri, ao sul com o município do Rio de Janeiro, ao norte faz divisa com Paracambi e a leste com o município de Itaguaí. De acordo com a contagem da população de 2010, realizada pelo Instituto Brasileiro de Geografia e Estatística, a cidade possui 78 183 habitantes. O território municipal estende-se por 283,634 km².  Seropédica é privilegiada pela sua localização, por ser plana e ser cortada por diversas rodovias importantes facilitando assim a locomoção para outros municípios. Os principais rios de Seropédica são o rio Guandu e o rio das Lajes.

### Clima
A temperatura média anual compensada da região é de 24 °C e a precipitação média de 1 260 mm. O clima é tropical subúmido com pouco ou nenhum déficit hídrico e mesotérmico com calor bem distribuído o ano todo. É classificado como Aw segundo o modelo de Köppen. Segundo dados do Instituto Nacional de Meteorologia (INMET), considerando-se o período de 1961 a 1983 e a partir de 1986, a menor temperatura registrada em Seropédica, no campus da Universidade Federal Rural do Rio de Janeiro (UFRRJ), foi de 6,5 °C em 1º de junho de 1979 e a maior atingiu 42,6 °C nos dias 9 de setembro de 1997 e 18 de novembro de 2023. O recorde de precipitação em 24 horas é de 162,6 milímetros (mm) em 12 de fevereiro de 2007. Desde maio de 2000, quando o INMET instalou uma estação meteorológica automática no mesmo lugar, a maior rajada de vento alcançou 39,9 m/s (143,6 km/h) em 6 de dezembro de 2009 e o menor índice de umidade relativa do ar (URA) foi de 10%, nas tardes de 16 de outubro de 2002 e 18 de setembro de 2023.
| Dados climatológicos para Seropédica (UFRRJ/Ecologia Agrícola)                                                                                                  | Dados climatológicos para Seropédica (UFRRJ/Ecologia Agrícola) | Dados climatológicos para Seropédica (UFRRJ/Ecologia Agrícola) | Dados climatológicos para Seropédica (UFRRJ/Ecologia Agrícola) | Dados climatológicos para Seropédica (UFRRJ/Ecologia Agrícola) | Dados climatológicos para Seropédica (UFRRJ/Ecologia Agrícola) | Dados climatológicos para Seropédica (UFRRJ/Ecologia Agrícola) | Dados climatológicos para Seropédica (UFRRJ/Ecologia Agrícola) | Dados climatológicos para Seropédica (UFRRJ/Ecologia Agrícola) | Dados climatológicos para Seropédica (UFRRJ/Ecologia Agrícola) | Dados climatológicos para Seropédica (UFRRJ/Ecologia Agrícola) | Dados climatológicos para Seropédica (UFRRJ/Ecologia Agrícola) | Dados climatológicos para Seropédica (UFRRJ/Ecologia Agrícola) | Dados climatológicos para Seropédica (UFRRJ/Ecologia Agrícola) |
| Mês | Jan                                                            | Fev                                                            | Mar                                                            | Abr                                                            | Mai                                                            | Jun                                                            | Jul                                                            | Ago                                                            | Set                                                            | Out                                                            | Nov                                                            | Dez                                                            | Ano                                                            |
| --- | -------------------------------------------------------------- | -------------------------------------------------------------- | -------------------------------------------------------------- | -------------------------------------------------------------- | -------------------------------------------------------------- | -------------------------------------------------------------- | -------------------------------------------------------------- | -------------------------------------------------------------- | -------------------------------------------------------------- | -------------------------------------------------------------- | -------------------------------------------------------------- | -------------------------------------------------------------- | -------------------------------------------------------------- |
| Temperatura máxima recorde (°C) | 40,6                                                           | 41,9                                                           | 40,5                                                           | 38,3                                                           | 37,8                                                           | 35,3                                                           | 36,9                                                           | 38,5                                                           | 42,6                                                           | 41,7                                                           | 42,6                                                           | 41,5                                                           | 42,6                                                           |
| Temperatura máxima média (°C) | 32,4                                                           | 33,2                                                           | 31,7                                                           | 30,1                                                           | 27,8                                                           | 27,1                                                           | 26,5                                                           | 27,5                                                           | 27,4                                                           | 28,7                                                           | 29,8                                                           | 31,3                                                           | 29,5                                                           |
| Temperatura média compensada (°C) | 26,7                                                           | 27,2                                                           | 26,1                                                           | 24,5                                                           | 22,3                                                           | 21,4                                                           | 20,8                                                           | 21,2                                                           | 21,7                                                           | 23,3                                                           | 24,3                                                           | 25,7                                                           | 23,8                                                           |
| Temperatura mínima média (°C) | 23                                                             | 23,3                                                           | 22,3                                                           | 20,8                                                           | 18,5                                                           | 17,1                                                           | 16,6                                                           | 16,9                                                           | 17,9                                                           | 19,3                                                           | 20,5                                                           | 21,9                                                           | 19,8                                                           |
| Temperatura mínima recorde (°C) | 15,6                                                           | 15,8                                                           | 15,3                                                           | 11,7                                                           | 7,6                                                            | 6,5                                                            | 7,3                                                            | 8,4                                                            | 8,5                                                            | 11,3                                                           | 12,9                                                           | 14                                                             | 6,5                                                            |
| Precipitação (mm) | 197,8                                                          | 146,6                                                          | 157,2                                                          | 76,3                                                           | 63,8                                                           | 38,6                                                           | 37,7                                                           | 28,9                                                           | 87                                                             | 97,8                                                           | 149,4                                                          | 178,6                                                          | 1 259,7                                                        |
| Dias com precipitação (≥ 1 mm) | 13                                                             | 10                                                             | 10                                                             | 6                                                              | 7                                                              | 5                                                              | 5                                                              | 5                                                              | 10                                                             | 9                                                              | 11                                                             | 13                                                             | 104                                                            |
| Umidade relativa compensada (%) | 72                                                             | 69,6                                                           | 73,8                                                           | 72,8                                                           | 73,8                                                           | 71,8                                                           | 71,7                                                           | 70,2                                                           | 72,8                                                           | 73,3                                                           | 73,2                                                           | 73                                                             | 72,3                                                           |
| Insolação (h) | 194,3                                                          | 199,8                                                          | 189,3                                                          | 194                                                            | 190                                                            | 202,1                                                          | 196                                                            | 199,7                                                          | 135,7                                                          | 156                                                            | 163,7                                                          | 166,7                                                          | 2 187,3                                                        |
| Fonte: Instituto Nacional de Meteorologia (INMET) (normal climatológica de 1981-2010; recordes de temperatura de 01/01/1961 a 31/12/1983 e 01/01/1986-presente) |                                                                |                                                                |                                                                |                                                                |                                                                |                                                                |                                                                |                                                                |                                                                |                                                                |                                                                |                                                                |                                                                |

## Demografia
De acordo com o censo do Instituto Brasileiro de Geografia e Estatística (IBGE) de 2010, Seropédica  era o 31º município mais populoso do Estado do Rio de Janeiro, com 78 186 habitantes, dos quais 38 433  eram homens e 39 753 eram mulheres.  Ainda de acordo o mesmo censo, 64,285 habitantes (82%) viviam na zona urbana, e 13,901 (18%) na zona rural. A densidade demográfica era de 275,53  habitantes por quilômetro quadrado. A população estimada  pelo IBGE para 2018 era de 86 743 habitantes.

### Religião
Os dados do Censo 2010 do IBGE mostraram que, em Seropédica, os evangélicos eram o maior grupo religioso (47,35% da população), seguidos pelos católicos romanos (28,23%). As pessoas sem religião representavam 24,42%.

## Política
O poder executivo do município de Seropédica é representado pelo prefeito e seu gabinete de secretários, seguindo o modelo proposto pela Constituição Federal. O primeiro prefeito eleito municipal foi Anabal Barbosa de Souza (PCdoB), que esteve no cargo entre 1997 e 2004 por duas gestões. Em 2004 foi eleito Gedeon Antunes (PSC) - cassado em 2006 por decisão do Tribunal Regional Eleitoral. Darci dos Anjos (PSDB), o segundo mais votado nas eleições de 2004, quando foi apoiado por Anabal, assumiu o cargo com a cassação de Gedeon. Nas eleições municipais de 2008, Darci foi o mais votado, permanecendo no poder. No entanto, assim como Gedeon, Darci também foi cassado sendo sucedido por Alcir Fernando Martinazzo (PSB), o segundo mais votado. Martinazzo foi reeleito e governou a cidade até 31 de dezembro de 2016 sendo que em seu segundo mandato Martinazzo foi fortemente criticado e sofreu 2 tentativas de cassação. Nas eleições municipais de 2016, o ex-prefeito Anabal Barbosa de Souza foi eleito com 84,53% dos votos válidos. Seu único concorrente foi Fábio Silva, pois as demais candidaturas foram indeferidas.
O poder legislativo é representado pela câmara municipal, composta por dez vereadores eleitos para cargos de quatro anos (em observância ao disposto no artigo 29 da Constituição). Nas eleições de 2016, foram eleitos dois candidatos do PRB, dois candidatos do PRP, dois candidatos da REDE, um candidato do SD, um candidato do DEM, um candidato do PDT e um candidato do PTB.
De acordo com o Tribunal Superior Eleitoral, Seropédica possuía, em outubro de 2018, 52 873 eleitores, o que representa % dos eleitores do estado do Rio de Janeiro. Esse número, por ser inferior a duzentos mil, faz com que não haja segundo turno no município.
Em 2020 foi eleito Professor Lucas (PSC), com 66,01% dos votos válidos, vencendo o prefeito Anabal Barbosa de Souza (PDT), que teve 27,37% dos votos válidos.
Foram eleitos 10 vereadores em 2020, sendo eles dois do PSC, dois do PATRIOTA, um do PDT, um do AVANTE, um do PTB, um do REPUBLICANOS, um do DEM e um do SD.

## Economia

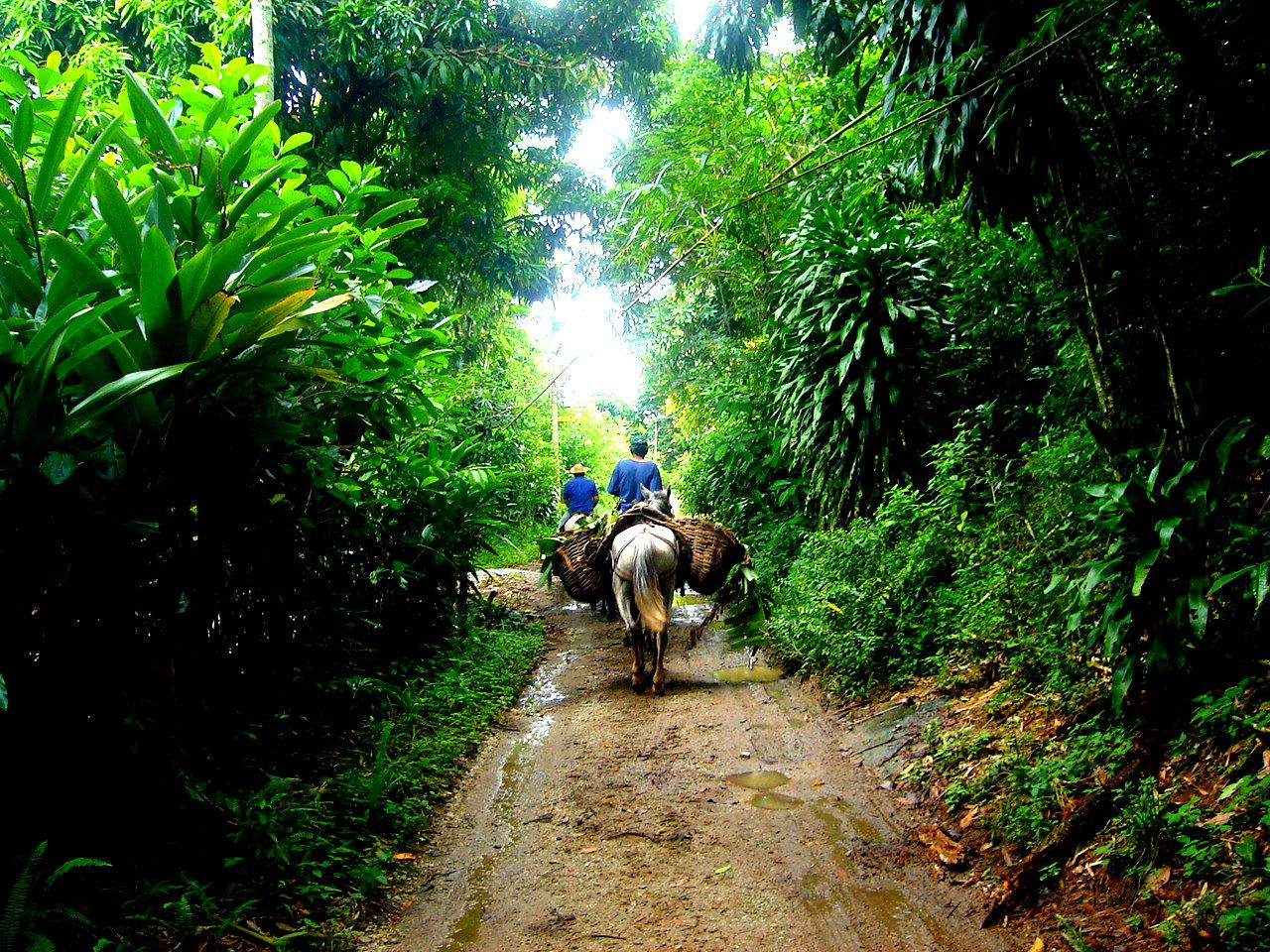
Exploração vegetal em Sá Freire

O município tem média autonomia econômica, sendo suas principais atividades a extração de areia, para uso na construção civil, o setor industrial com um polo que tem sido instalado as margens da rodovia Presidente Dutra, o comércio e outras coisas que são pagas a cidade como por exemplo a cidade recebe uma grande quantia devido a instalação do aterro sanitário, e dinheiro pago pela Petrobrás devido a um duto que passa pela cidade. [carece de fontes?] A atividade extrativa é praticada por várias empresas mineradoras da região, provocando grandes danos ambientais, incluindo a formação de enormes crateras em antigas áreas mineradas, onde os veios de areia foram esgotados. O lençol freático formou lagos saturados de sedimentos minerais, que deixam a água de cor verde-esmeralda e incapaz de sustentar qualquer forma de vida.
Boa parte da economia do município também gira em torno da Universidade Federal Rural do Rio de Janeiro,  e da comunidade universitária. Dada a baixa oferta de emprego local, considerável parte da população economicamente ativa do município trabalha no Rio de Janeiro, o que caracteriza Seropédica como cidade-dormitório porém esse cenário tem mudado aos poucos.
A cidade conta com um polo industrial, situado às margens da BR 116, com uma área de aproximadamente 19 milhões de metros quadrados, destinado a empresas de médio e grande porte. Dentre elas, estão a Usina Termoelétrica Barbosa Lima Sobrinho e a alimentícia Panco.
Todavia, na avaliação de especialistas, Seropédica tende a se tornar um polo logístico, já que está situada a poucos quilômetros do Porto de Itaguaí, além de ser cortada, de leste a oeste, pela Rodovia Presidente Dutra, com acesso a Queimados e Paracambi. Além disso município também é atendido pela BR-465, antiga estrada Rio-São Paulo, que dá acesso à BR 116, à Rodovia Presidente Dutra  e a Nova Iguaçu, chegando à Avenida Brasil, no Rio de Janeiro, na altura de Campo Grande. A RJ 099 liga a cidade a Itaguaí ao sul, e, através da RJ 125, é possível  o acesso a Japeri, ao norte. O município é, ainda, atravessado de norte a sul pelo ramal ferroviário Japeri-Mangaratiba. O Arco Rodoviário do Rio de Janeiro faz a ligação do Porto de Itaguaí à BR 101, em Itaboraí.

## Infraestrutura

### Segurança Pública
Conforme estabelecido pelo Governo do Estado, Seropédica, estará sob a jurisdição do 42º Batalhão da Polícia Militar, cuja localização será no município de Seropédica, próximo a divisa com Itaguaí. O município de Seropédica também conta com uma guarda municipal.

### Educação
Em 2018, foram registrados no município de Seropédica  24,724 matrículas em estabelecimentos de ensino fundamental e médio, além de pré-escolas. A cidade também abriga o maior campus da América Latina e uma das melhores universidades da América do Sul Universidade Federal Rural do Rio de Janeiro, que oferece cursos de graduação, pós-graduação, além de ensino médio e técnico ofertado através do Colégio Técnico da Universidade Rural (CTUR).

### Saúde
De acordo com o Instituto Brasileiro de Geografia e Estatística, Seropédica possuía, em 2012, 31 estabelecimentos de saúde, sendo 23 da rede pública.

### Transportes
A Rodovia Luiz Henrique de Rezende Novaes, também conhecida como antiga estrada Rio-São Paulo, é a principal via do município de Seropédica. Ela corta o centro do município e dá acesso à Universidade Federal Rural do Rio de Janeiro. Além dela, compõem a malha viária do município a rodovia Presidente Dutra que atravessa o território de leste a oeste, alcançando, respectivamente, Queimados e Paracambi. A RJ-099 liga Seropédica a Itaguaí, ao sul, e a RJ-125 dá acesso a Japeri, ao norte. O Arco Rodoviário do Rio de Janeiro também corta o município que faz a ligação do Porto de Itaguaí à BR-101, em Itaboraí.
O município também é atravessado de norte a sul pelo ramal ferroviário Japeri-Itaguaí gerenciado pela empresa MRS ( Minas, Rio e São Paulo). Inaugurado em 1973, pela antiga RFFSA, esse ramal permanece sendo de uso exclusivo de trens cargueiros de minério para o Porto de Itaguaí e para o Porto da Ilha Guaíba, em Mangaratiba. O ramal atravessa os municípios de Japeri, Seropédica, Itaguaí e Mangaratiba. Em Seropédica, o Ramal passa por baixo da BR-465 na entrada do centro do Município e logo após em direção a Mangaratiba ele corta uma parte da UFRRJ.
O transporte público é ofertado exclusivamente através do modal rodoviário. Há uma linha de ônibus municipal, que liga o centro de Seropédica ao bairro Jardim Maracanã. Serviços de transporte alternativo operados por Kombis e vans atendem os bairros Campo Lindo, Santa Sofia e São Miguel. Pequenas vans também fazem a ligação do centro do município com a Universidade Federal Rural do Rio de Janeiro.
O serviço intermunicipal de ônibus é operado por empresas como a Expresso Real Rio, Viação Ponte Coberta, Viação Cidade do Aço. Há ligações para os municípios de Itaguaí, Piraí, Paracambi, Nilópolis (via Nova Iguaçu e Mesquita). Os bairros Campo Lindo, Jardins, Parque Jacimar e Piranema também são servidos por uma linha de ônibus que alcança o município de Duque de Caxias. A ligação de Seropédica com a capital fluminense é feita através de linhas que ligam a cidade aos bairros de Campo Grande, Coelho Neto e Centro.
A linha interestadual entre Campo Grande e a cidade de São Paulo também atende ao município.
A frota municipal no ano de 2012 era de 14.974 veículos, sendo 9.497 automóveis, 988 caminhões, 107 caminhões-trator, 888 caminhonetes, 567 camionetas, 62 micro-ônibus, 2.249 motocicletas, 355 motonetas, 225 ônibus e 36 utilitários.